# Copa Mediterránea 1950-53
La Copa Mediterránea 1950-53 o Copa del Mediterráneo Oriental, fue la segunda edición de la Copa Mediterránea, torneo en el que participaron selecciones de fútbol absolutas y selecciones B de estados que bordeen el Mar Mediterráneo. A diferencia del primer torneo, esta segunda edición no tuvo una sede fija y duró más tiempo en disputarse. El ganador de esta edición fue Italia B, convirtiéndose en bicampeón del torneo.

## Formato
Las 4 selecciones participantes juegan en un único grupo por el sistema de todos contra todos disputando dos ruedas, dando un total de 6 partidos jugados por equipo. Dependiendo del resultado del partido, el ganador recibe 2 puntos, un punto para cada quien en caso de empate, y cero puntos al perdedor. Gana el equipo que quede primero en el grupo.

## Equipos participantes
| Equipos participantes | Equipos participantes |
| --------------------- | --------------------- |
| Egipto                | Italia B              |
| Grecia                | Turquía               |

## Resultados

### Grupo único
| Equipo   | Pts | PT | G | E | P | GF | GC | DG |
| -------- | --- | -- | - | - | - | -- | -- | -- |
| Italia B | 8   | 6  | 3 | 2 | 1 | 10 | 4  | +6 |
| Grecia   | 7   | 6  | 3 | 1 | 2 | 5  | 6  | -1 |
| Egipto   | 6   | 6  | 3 | 0 | 3 | 10 | 10 | 0  |
| Turquía  | 3   | 6  | 1 | 1 | 4 | 4  | 9  | -5 |

| 17 de febrero de 1950 | Egipto        | 2:0 (1:0) | Grecia | Muhammad Ali Stadium, El Cairo                               |                                                              |
| 15:30 (UTC+2)         | Toto 36', 87' | Reporte   |        | Asistencia: 12,000 espectadores Árbitro(s): Generoso Dattilo | Asistencia: 12,000 espectadores Árbitro(s): Generoso Dattilo |

| 28 de octubre de 1950 | Turquía                            | 3:1 (3:0) | Egipto        | Ankara 19 Mayis, Ankara |  |
| --:-- (UTC+2)         | Esel 3', 25' · Küçükandonyadis 19' | Reporte   | El-Dhizui 59' |                         |  |

| 8 de diciembre de 1950 | Egipto                               | 3:0     | Turquía | En Nadihülehli Stadi, El Cairo |  |
| --:-- (UTC+2)          | Khattab ?' · Saleh ?' · El-Dhizui ?' | Reporte |         |                                |  |

| 8 de abril de 1951 | Italia B                          | 3:0     | Grecia | La Favorita, Palermo                                     |                                                          |
| 15:30 (UTC+1)      | Armano ?' · Ghiandi ?' · Galli ?' | Reporte |        | Asistencia: 8,000 espectadores Árbitro(s): Ismail Kassib | Asistencia: 8,000 espectadores Árbitro(s): Ismail Kassib |

| 6 de mayo de 1951 | Turquía | 0:0     | Italia B | BJK İnönü, Estanbul |  |
| --:-- (UTC+3)     |         | Reporte |          |                     |  |

| 11 de noviembre de 1951 | Egipto                           | 3:0     | Italia B | ?, El Cairo |  |
| --:-- (UTC+2)           | El-Hamouli ?' · El-Dhizui ?', ?' | Reporte |          |             |  |

| 25 de noviembre de 1951 | Grecia      | 1:0 (1:0) | Egipto | Apostolos Nikolaidis, Atenas                            |                                                         |
| 15:00 (UTC+2)           | Darivas 16' | Reporte   |        | Asistencia: 16,000 espectadores Árbitro(s): Sulhi Garan | Asistencia: 16,000 espectadores Árbitro(s): Sulhi Garan |

| 24 de febrero de 1952 | Italia B | 1:0     | Turquía | Arturo Collana, Nápoles |                         |
| --:-- (UTC+1)         | ?'       | Reporte |         | Árbitro(s): Kosto Cicis | Árbitro(s): Kosto Cicis |

| 29 de febrero de 1952 | Grecia                | 3:1 (2:1) | Turquía    | Apostolos Nikolaidis, Atenas                                |                                                             |
| 15:30 (UTC+2)         | Darivas 15', 44', 80' | Reporte   | Sargun 38' | Asistencia: 20,000 espectadores Árbitro(s): Ferruccio Bellè | Asistencia: 20,000 espectadores Árbitro(s): Ferruccio Bellè |

| 16 de mayo de 1952 | Turquía | 0:1 (0:1) | Grecia          | BJK İnönü, Estanbul                                       |                                                           |
| --:-- (UTC+3)      |         | Reporte   | Papageorgiou 9' | Asistencia: 20,000 espectadores Árbitro(s): Guido Agnolin | Asistencia: 20,000 espectadores Árbitro(s): Guido Agnolin |

| 26 de octubre de 1952 | Italia B                                                  | 6:1     | Egipto | ?, Bari                 |                         |
| --:-- (UTC+1)         | Bacci ?', ?' · Cervellati ?' · Galli ?', ?' · Frignani ?' | Reporte | El-Far | Árbitro(s): Sulhi Garan | Árbitro(s): Sulhi Garan |

| 26 de abril de 1953 | Grecia | 0:0     | Italia B | Apostolos Nikolaidis, Atenas                                 |                                                              |
| 16:30 (UTC+2)       |        | Reporte |          | Asistencia: 22,000 espectadores Árbitro(s): Ernst Dörflinger | Asistencia: 22,000 espectadores Árbitro(s): Ernst Dörflinger |

|                |
| Campeón        |
| Italia B       |
| Segundo título |

## Estadísticas

### Goleadores
| Jugador            | Selección | Goles |
| ------------------ | --------- | ----- |
| El-Sayed El-Dhizui | Egipto    | 4     |
| Giorgos Darivas    | Grecia    | 4     |
| Carlo Galli        | Italia B  | 3     |
| Toto               | Egipto    | 2     |
| Giancarlo Bacci    | Italia B  | 2     |
| Bülent Esel        | Turquía   | 2     |